# Malenella
Malenella là một chi nhện trong họ Anyphaenidae.